# Ла Саса
Ла Саса је насеље у Италији у округу Пиза, региону Тоскана.
Према процени из 2011. у насељу је живело 152 становника. Насеље се налази на надморској висини од 368 м.